# 1924 (szám)
Az 1924 (római számmal: MCMXXIV) az 1923 és 1925 között található természetes szám.

## A matematikában
A tízes számrendszerbeli 1924-es a kettes számrendszerben 11110000100, a nyolcas számrendszerben 3604, a tizenhatos számrendszerben 784 alakban írható fel.
Az 1924 páros szám, összetett szám. Kanonikus alakja 22 · 131 · 371, normálalakban az 1,924 · 103 szorzattal írható fel. Tizenkét osztója van a természetes számok halmazán, ezek növekvő sorrendben: 1, 2, 4, 13, 26, 37, 52, 74, 148, 481, 962 és 1924.
Az 1924 egyetlen szám valódiosztóösszeg-függvényeként áll elő, ez a 2108.